# Villads Nielsen
Villads Nielsen, né le 29 janvier 2005 au Danemark, est un footballeur danois qui évolue au poste de défenseur central au FK Bodø/Glimt.

## Biographie

### En club
Né au Danemark, Villads Nielsen commence le football avec le Helsinge SI avant d'être formé par le FC Nordsjælland. 
Le 30 mars 2024, Villads Nielsen rejoint la Norvège pour s'engager en faveur du FK Bodø/Glimt. Il signe un contrat courant jusqu'en juillet 2028.
Nielsen joue son premier match en professionnel avec ce club, le 9 avril 2024 contre le Brønnøysund IL (en), en coupe de Norvège. Il est titularisé lors de cette rencontre remportée par son équipe sur le score de six buts à zéro. Il joue son premier match de coupe d'Europe le 25 septembre 2024, à l'occasion d'une rencontre de phase de groupe de la Ligue Europa 2024-2025 face au FC Porto où il est directement titularisé. Son équipe l'emporte par trois buts à deux ce jour-là,.
Il remporte le premier trophée de sa carrière en étant sacré Champion de Norvège en 2024.

### En sélection
Villads Nielsen représente l'équipe du Danemark des moins de 20 ans, jouant son premier match contre la Suède le 7 septembre 2024 où il est titularisé (victoire 0-1 des Danois).

## Palmarès
FK Bodø/Glimt
- Championnat de Norvège (1) :
  - Champion : 2024.